# Folleville (accampamento romano)
Il campo militare romano di Folleville si trova nei pressi del comune francese di Folleville, nel dipartimento della Somme, nella regione della Piccardia. Fa parte di tutta una serie di fortificazioni realizzate o potenziate all'epoca di Augusto, ai fini della romanizzazione della Gallia (in questo caso della tribù degli Ambiani) e dell'occupazione della Germania e della sua trasformazione in provincia romana.

## Storia

### Da Augusto a Germanico (29 a.C. - 16 d.C.)
Questo castra militare di epoca augustea, potrebbe risalire agli anni antecedenti la "grande offensiva" messa in atto da Augusto tramite i suoi generali (primo fra tutti il figliastro Druso maggiore), a partire dal 12 a.C. Druso, infatti, compì la prima spedizione in territorio germanico, dopo aver respinto un'invasione di Sigambri, Tencteri ed Usipeti. Penetrò, quindi, all'interno del territorio germano, passando per l'isola dei Batavi (probabili alleati di Roma) e devastando le terre di Usipeti e Sigambri. Dopo aver disceso con una flotta il Reno in direzione del Mare del Nord, si rese alleati i Frisi e penetrò nel territorio dei Cauci.

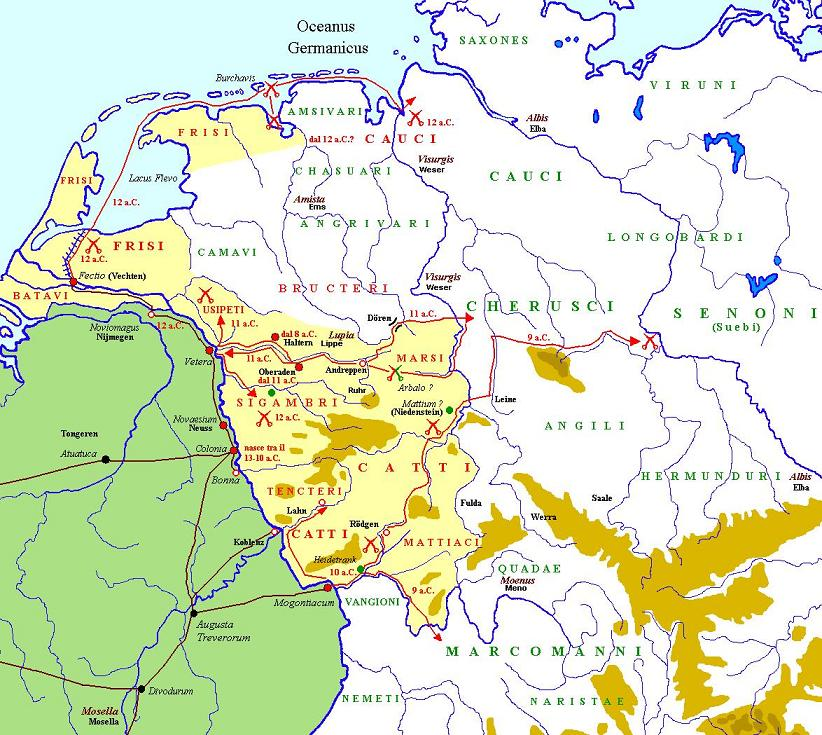
Le campagne di Druso maggiore in Germania dal 12 al 9 a.C.

Questo castra legionario potrebbe, pertanto, aver costituito per il ventennio successivo una sorta di "riserva militare" nelle retrovie del limes del basso Reno o una base di approvvigionamento per le successive campagne in territorio germanico fino a quelle di Germanico del 14-16.
Al termine di queste ultime operazioni del 16, l'imperatore romano Tiberio creava due nuove "aree militarizzate" ad ovest del fiume Reno, divenute settant'anni più tardi le nuove province della Germania inferiore e della superiore. In questa circostanza, o forse alcuni anni prima il castra di Folleville potrebbe aver "chiuso".

### Fonti primarie
- Cassio Dione Cocceiano, Storia romana, LIII-LV.
- Publio Cornelio Tacito, Historiae, I.

### Fonti secondarie
- Keppie, Lawrence, The making of the roman army, University of Oklahoma 1998.
- Parker, H., Roman Legions, New York 1993.
- Wells, C.M.,The German Policy of Augustus, in Journal of Roman studies 62, Londra 1972.

### Personaggi
- Augusto e l'occupazione romana della Germania sotto Augusto
- Tiberio Claudio Nerone
- Gaio Giulio Cesare Claudiano Germanico e le sue campagne militari

### Località geografiche
- Germania inferiore
- Fortezze legionarie romane
- Limes romano
- Limes germanico-retico